# Verbascum varians
Verbascum varians är en flenörtsväxtart som beskrevs av Josef Franz Freyn och Sint.. Verbascum varians ingår i släktet kungsljus, och familjen flenörtsväxter.

## Underarter
Arten delas in i följande underarter:
- V. v. flexuosum
- V. v. stepporum
- V. v. trapezunticum